# Palazzo della Recoleta
Il Palazzo della Recoleta (in spagnolo: Palacio de La Recoleta; noto anche come Palacio de la Exposición) è un edificio della capitale ecuadoriana Quito, che ospita il Ministero della difesa nazionale.

## Storia
Il palazzo della Recoleta  fu fatto costruire nel 1908, dall'allora presidente della Repubblica , Eloy Alfaro, per ospitare una mostra Nazionale che commemorasse il centenario derl Primo Grido d'indipendenza del Paese, del 10 agosto 1809 i Piani furono concepiti dall'architetto José María Pereira su richiesta del personale di Alfaro.
Il 10 agosto 1909 l'edificio fu ufficialmente inaugurato con una cerimonia ufficiale alla quale parteciparono le autorità civili, militari ed ecclesiastiche nonché l'aristocrazia di Quito del tempo. L'8 settembre dello stesso anno, vale a dire quasi un mese dopo la cerimonia di apertura, ha aperto i battenti al pubblico dando il via alla "Mostra Internazionale dei Campioni", motivo per il quale era stata costruita la prima istanza, a cui hanno partecipato: Cile ,Colombia, Perù, Stati Uniti. Francia, Italia, Giappone, e ovviamente Ecuador.
Verso la fine del 1912 il governo cedette il Palazzo della Recoleta alla Scuola Militare, che lo occupò fino al 1937 quando fu ceduto al Ministero della Difesa. Oltre al suddetto ministero, il palazzo ospita le dipendenze del Comando congiunto delle forze armate, delle forze terrestri, delle forze navali, aeree e anche dell'onorevole National Defense Board.

## Restauro
Il valore inestimabile dell'edificio compromise un solido processo di conservazione e restauro iniziato nel 1987, è necessario sottolineare l'iniziativa delle autorità ministeriali che dall'anno 2001 hanno iniziato i lavori di illuminazione del frontespizio dell'edificio e di abbellimento del parco de la Recoleta, che si trova accanto al palazzo e che all'inizio del XX secolo era un luogo di ritrovo per la società di quito.

## Architettura
Il palazzo è costruito sopra colonne di cemento armato, le quali in passato supportavano anche la struttura di ferro a forma di cupola, è alto circa trenta metri ed è sormontato da un condor di bronzo. La sua architettura fu concepita secondo lo stile neoclassico, basandosi sui modelli introdotti in Ecuador dall'architetto italiano Giacomo Radiconcini, agli inizi del XX secolo. Nel 1914 l'edificio principale fu colpito da un forte terremoto e per la sua manutenzione fu necessario rimuovere la cupola del corpo centrale e si ridisegnò la facciata con uno stile più austero e militare. Da allora presenta al centro altri elementi di art nouveau.